# AKS-74U卡宾枪

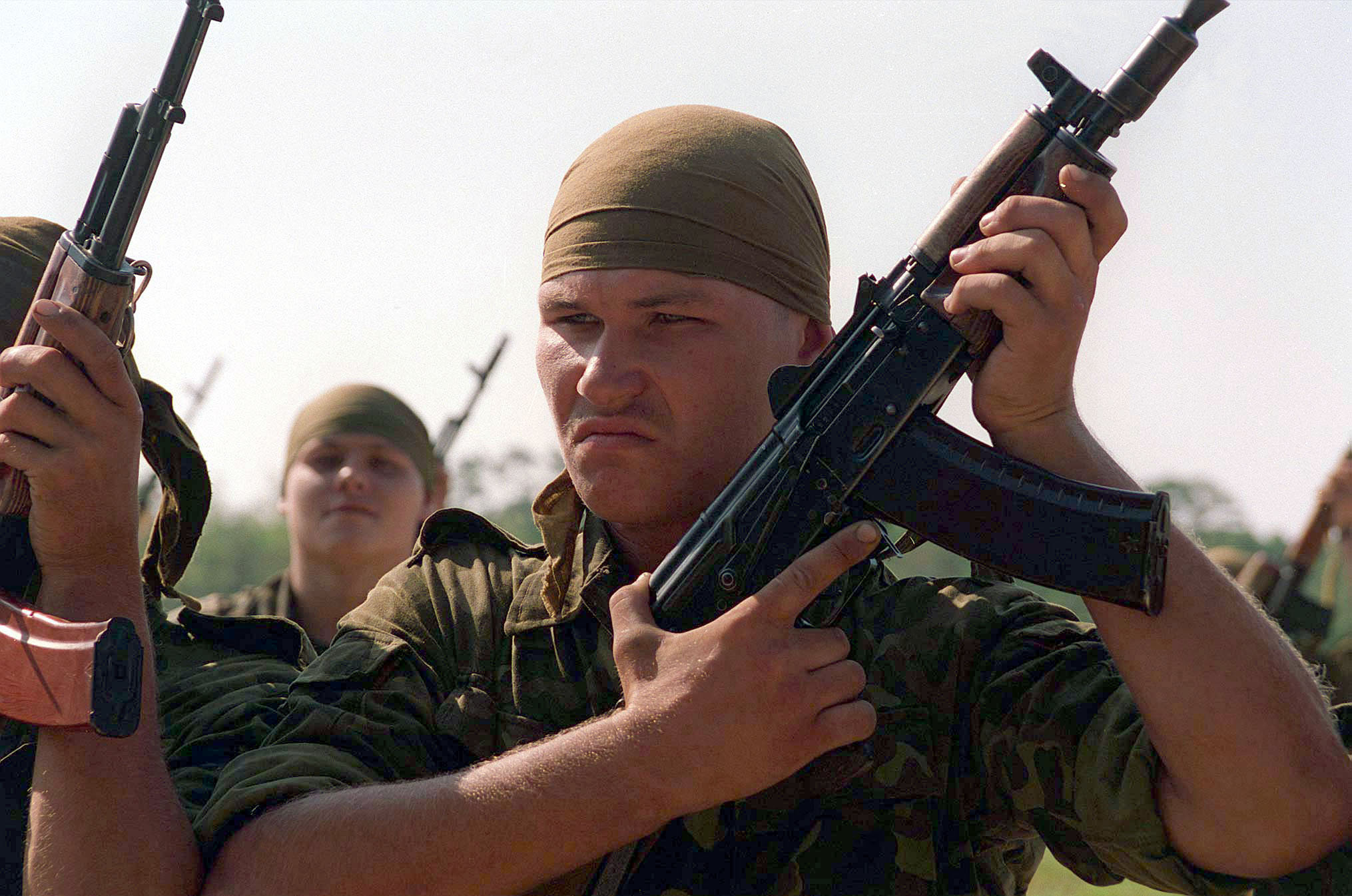
手持AKS-74U的烏克蘭海軍人員

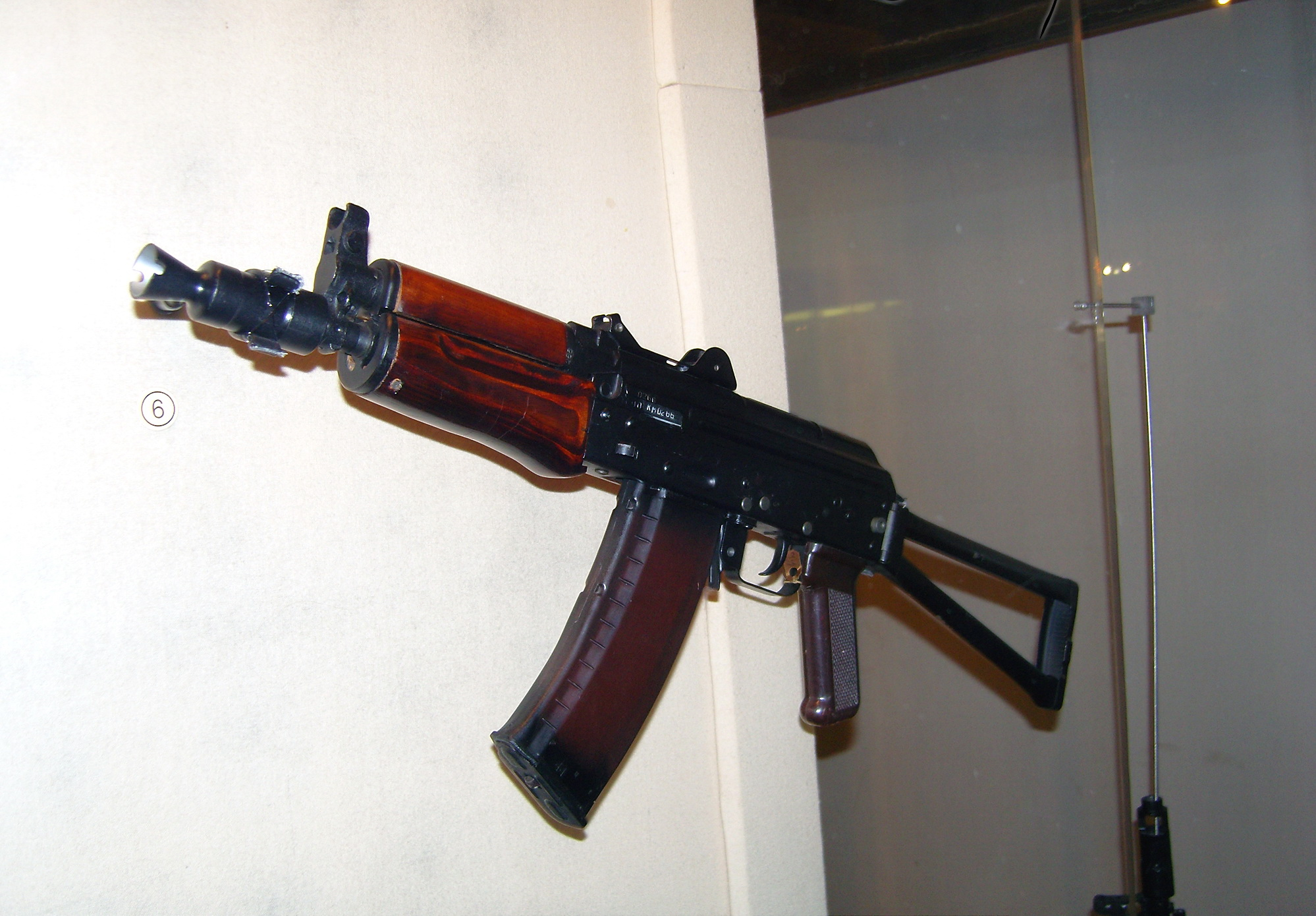
在圖拉兵工廠展出的AKS-74U

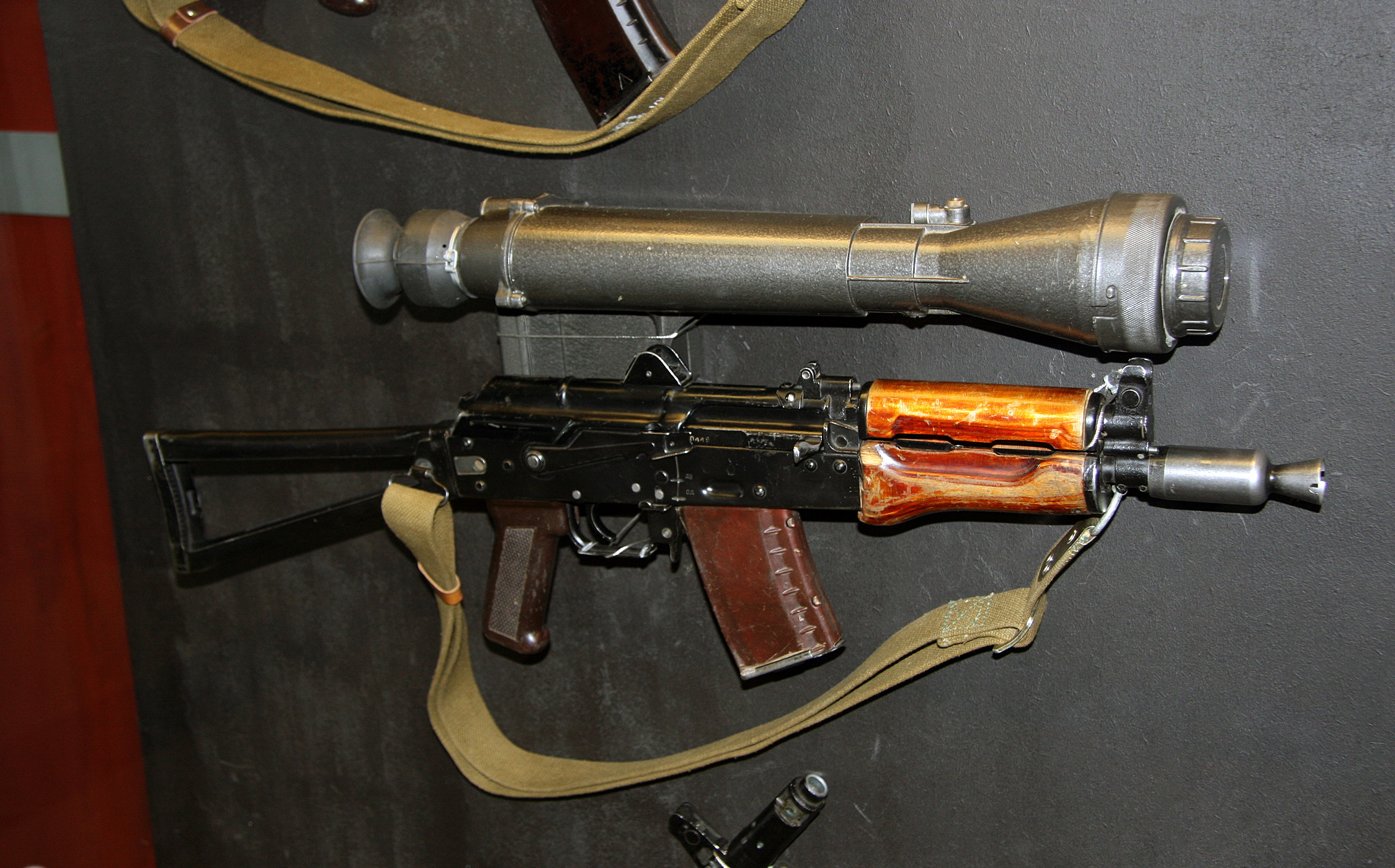
裝上NSPU夜視瞄準鏡的AKS-74UN（留意此槍採用了較罕見的20發彈匣）

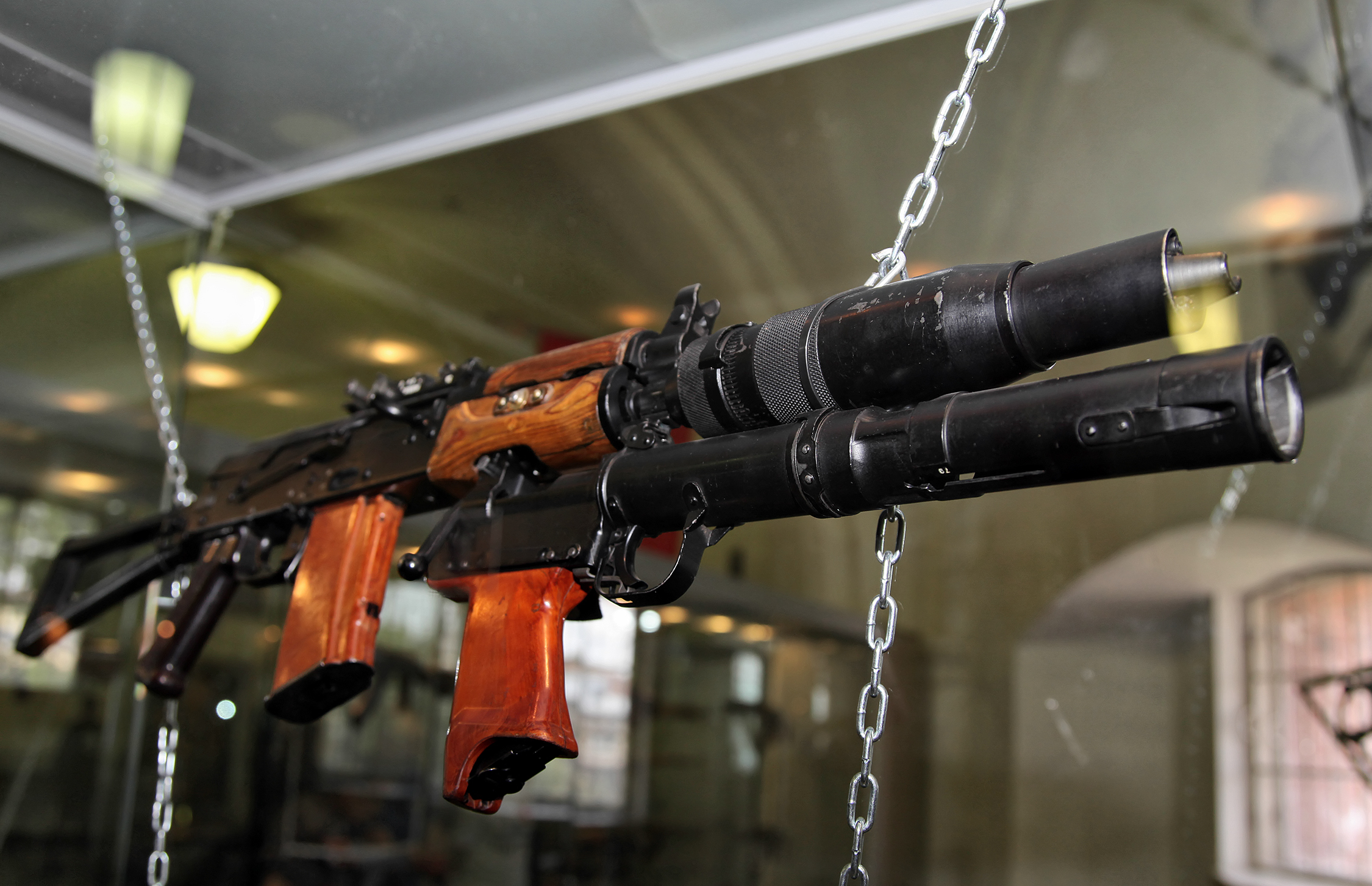
加裝BS-1 Tishina榴彈發射器和PBS-4抑制器的版本為AKS-74UB

AKS-74U（羅馬化：Avtomat Kalashnikova skladnoj 1974 goda ukorochenny，直译：「1974年式折疊型卡拉什尼科夫自動短步槍」；GRAU代號：俄语：，羅馬化：6P26）是蘇聯生產的短管突擊步槍。

## 歷史及設計
AKS-74U為AKS-74的卡賓槍版本，與其原型同樣發射5.45×39mmM74彈藥，主要由圖拉兵工廠生產（伊熱夫斯克機器製造廠僅於1980年代生產過一小批）。
其於1979年8月10日起正式列裝蘇聯軍隊，主要裝備特种部队、空降部队、工兵、通信兵、炮兵、车辆驾驶员、飛行組机组人员及执法部队，以為他們提供輕型而火力強大個人防衛武器（PDW）。當中蘇聯特種部隊曾經使用的AKS-74U為加裝特別配件的衍生型，是為“AKS-74UB”。AKS-74UB裝有PBS-4快拆式消音器及裝填30毫米消聲榴彈的BS-1 Tishina榴彈發射器，BS-1是以空包彈擊發其特制的高爆（HE-DP）榴彈。
AKS-74U裝配特製槍口消焰器以抑制極短槍管所帶來的巨大槍口焰，其喇叭形形狀亦可卡在鐵絲上以子彈發射時的威力衝斷鐵絲。由於槍管極短，消焰器改為没有排气孔的单室结构，令未充分燃烧的火药气體可以充分膨胀，以减少枪口焰，這种消焰器沒有制退功能，且AKS-74U射速偏高，使其後座力亦较标准AK-74為大，在持續全自動射擊下槍管和護木亦會很快過熱而令射手無法握持。
AKS-74U整體尺寸及有效射程與衝鋒槍相似，其瞄準照門雖然可調至500米，但有效射程僅有200米。AKS-74U-N為AKS-74U的可加裝瞄準鏡版本，用戶可通過裝在其機匣左則的華沙條約導軌配件以裝上各种瞄準装置。
蘇聯克格勃特工在擔任要員保護任務時有使用過特製的AKS-74U公事包，其內設可快速拔槍的機關。類似的設計也出現在西方國家，如德國黑克勒-科赫（H&K）就曾為MP5K衝鋒槍設計了一款特製公事包，但手柄上設有連接扳機的機關，可在攜帶時即時按壓在公事包內直接開火無需拔槍。
AKS-74U另有一種使用塑料護木的版本，但由於沒有投產所以並不常見。

## 使用情況

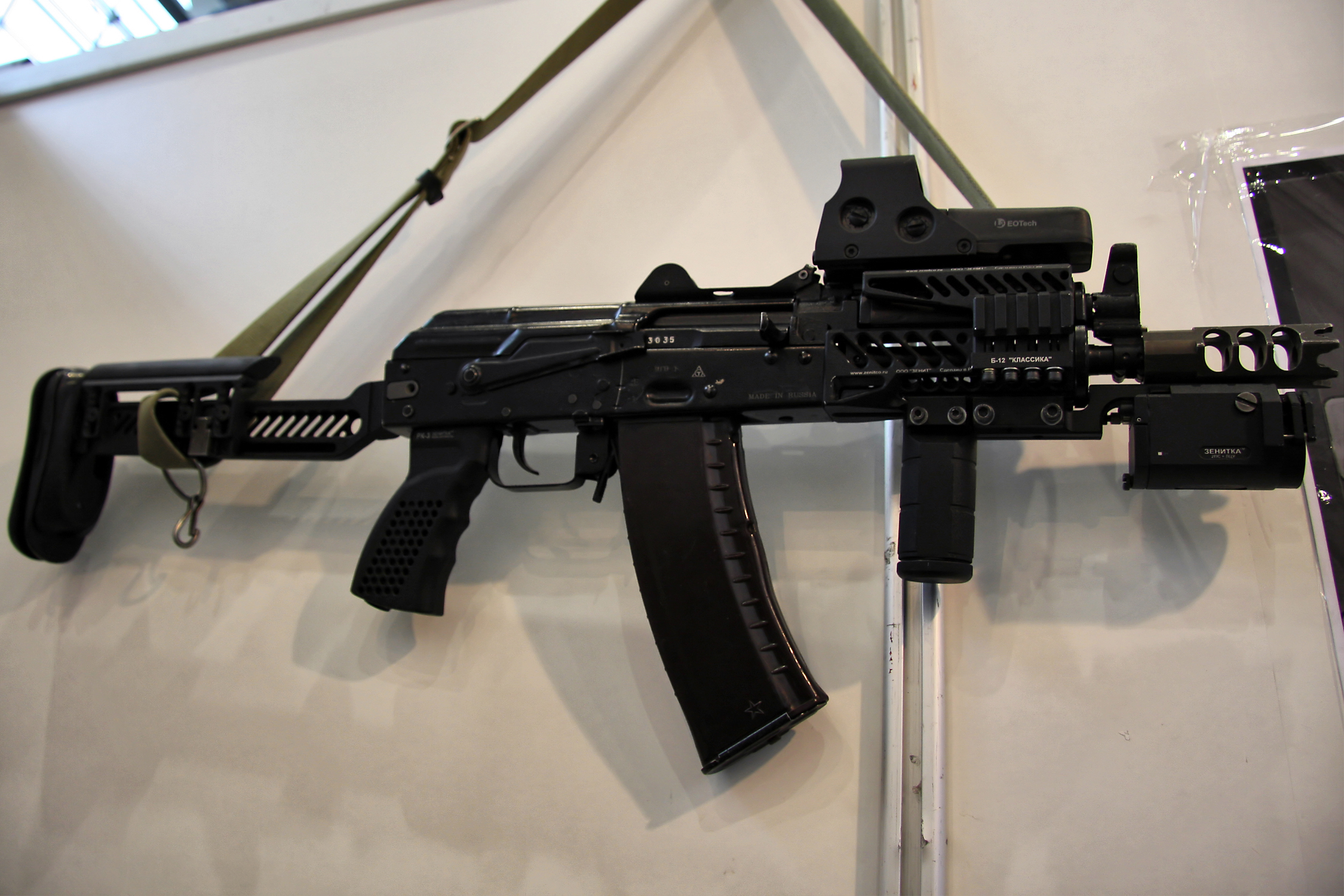
配備澤尼特升級配件的AKS-74U

AKS-74U除裝備了蘇聯軍隊，少數華約國家和第三世界國家亦有採用，更是部份恐怖組織、武裝份子及叛軍的裝備，阿富汗民主共和國的軍隊和保鏢單位亦有採用。前南斯拉夫的扎斯塔瓦M85和扎斯塔瓦M92亦是以AKS-74U作藍本研製。保加利亞的阿森納公司曾仿製AKS-74U，與前蘇聯製的版本十分相似。後來該公司亦推出了以AKS-74U為藍本，但發射5.56×45毫米北約彈的卡賓槍。
在蘇聯解體後，AKS-74U繼續在俄羅斯及多個蘇聯繼承國的軍警中服役至今。其中俄軍的非前線人員目前仍然以AKS-74U作防身武器，俄羅斯各地的警隊也仍然普遍地攜帶AKS-74U執勤。另外基於現代化及在戰術上的需要，部份由特種部隊、特警部隊及私人軍事承包人員使用的AKS-74U被換上附有皮卡汀尼導軌的護木以對應各種戰術配件，以及各種更舒適的伸縮式或可摺疊槍托，並裝上瞄準鏡。其中部份俄羅斯部隊使用的升級配件由澤尼特公司（Зенит）提供。
印尼軍隊的戰鬥偵察排使用5.56毫米的AKS-74U衍生型，由保加利亞及俄羅斯製造。已故蓋達組織首領賓拉登及阿布·穆薩布·扎卡維在短片中亦有拿著一把裝上來自RPK-74的45發長彈匣的AKS-74U。據說，此槍是拉登在蘇聯入侵阿富汗戰爭時繳獲的，賓拉登認為這把槍會為他帶來好運。另外，伊斯蘭國已故「哈里發」阿布·貝克爾·巴格達迪亦擁有同款武器。

## 其他名字
AKS-74U在蘇軍和俄軍服役期間經常被士兵暱稱為“Kysusha”（Ксюша；一名女性的名字）、“Suka”（Сука，為俄語髒話，相當於英語的Bitch）、“Okurok”（окурок；暗指香煙）和“Suchok”（Сучок；小樹枝）。在外國也常被槍械愛好者稱為“Krinkov”，據稱這是阿富汗聖戰者對該槍的暱稱。
另外由於名字過長，AKS-74U在俄語圈國家也被簡稱為“AKSU”（АКСУ）。

## 衍生型
- AKS-74UN（АКС-74УН）：“Н”取自俄語“ночной”（意指“夜間”）的頭文字，機匣左側附有瞄準鏡導軌的版本，主要用於安裝NSPUM夜視瞄準鏡。
- AKS-74UB（АКС-74УБ ）：“Б”取自俄語“бесшумный”（意指“無聲”）的頭文字，裝有PBS-4抑制器及BS-1 Tishina榴彈發射器的版本，主要供特種部隊使用。

## 使用國

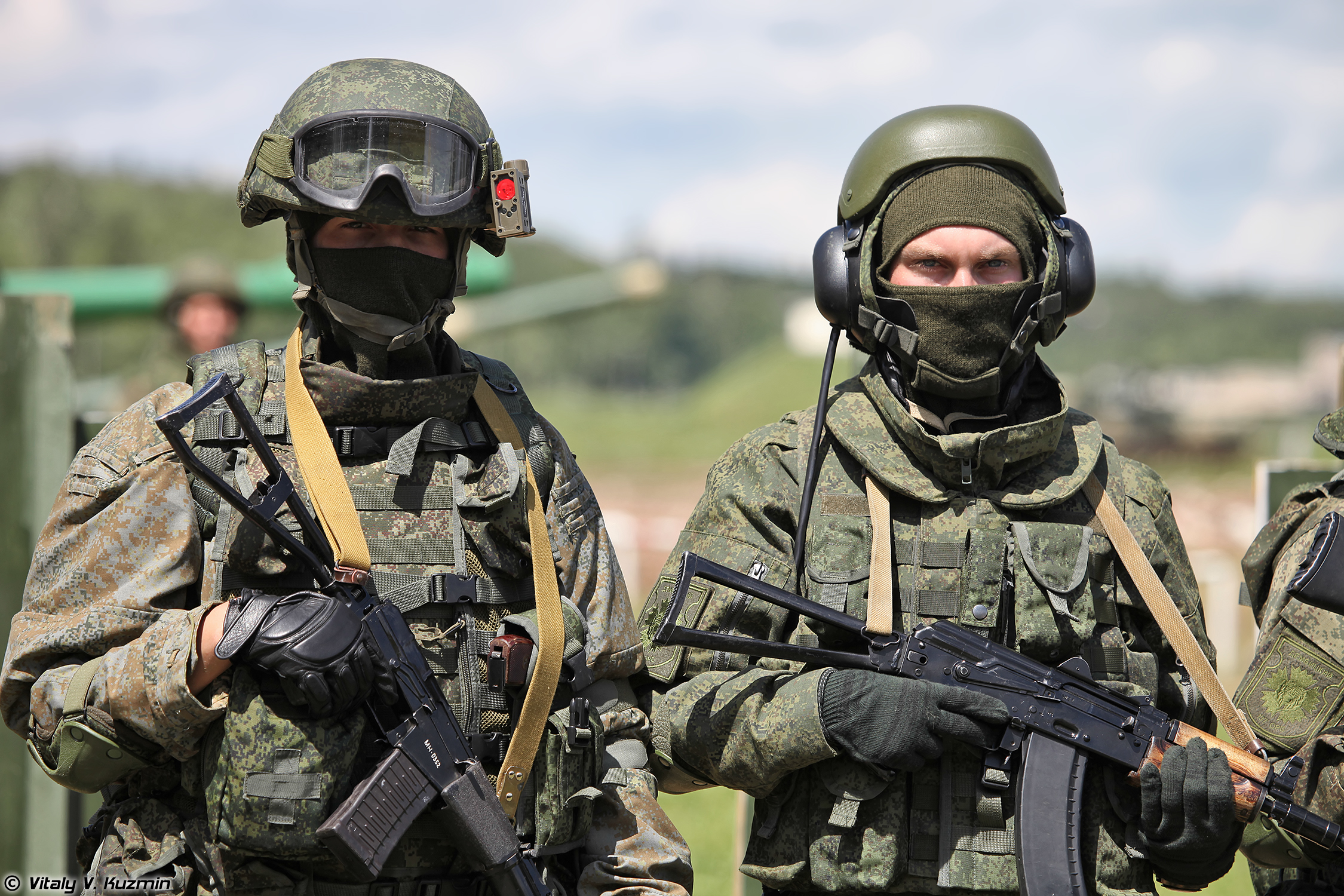
裝備勇士單兵作戰系統的俄羅斯地面部隊第4近卫坦克师，右方的士兵手持AKS-74U

- 阿富汗—阿富汗民主共和國時期購入及蘇阿戰爭期間自蘇軍繳獲。
  - 要員保鏢單位
- 阿尔及利亚
- 安哥拉
- 亞美尼亞—繼承自前蘇聯時期。
- —繼承自前蘇聯時期。
- 白俄羅斯—繼承自前蘇聯時期。
  - 白俄羅斯共和國武裝力量
  - 白俄羅斯共和國內務部
  - 白俄羅斯共和國國家安全委員會
- 保加利亚－由阿森納公司（Arsenal Ltd.）授權生產[4]。
- 爱沙尼亚—繼承自前蘇聯時期。
- —繼承自前蘇聯時期。
  - 喬治亞武裝部隊
  - 喬治亞內務部
- 印度尼西亞
- 以色列
  - 以色列海軍第13突擊隊
- —繼承自前蘇聯時期。
  - 哈薩克共和國武裝部隊
  - 哈薩克共和國內務部
  - 哈薩克共和國警察
  - 哈薩克共和國財政警察[5]
  - 哈薩克共和國國家安全委員會
- —繼承自前蘇聯時期。
- 拉脫維亞—繼承自前蘇聯時期。
- 黎巴嫩
- 利比亞
- 立陶宛—繼承自前蘇聯時期。
- 摩尔多瓦—繼承自前蘇聯時期。
- 蒙古国[6]
- 摩洛哥
- 尼加拉瓜
- 俄羅斯—繼承自前蘇聯時期。
  - 俄羅斯聯邦武裝力量
  - 俄羅斯聯邦內務部
  - 俄羅斯聯邦安全局
  - 俄羅斯聯邦警衛局
  - 俄羅斯聯邦國家近衛軍
  - 俄羅斯聯邦麻藥管制局（英语：Federal Drug Control Service of Russia）
  - 俄羅斯聯邦税警局
  - 俄羅斯聯邦法警局
  - 俄羅斯聯邦海關局
- 卢旺达
- 南奥塞梯—繼承自前蘇聯時期。
- 叙利亚
  - 敘利亞阿拉伯軍隊
- —繼承自前蘇聯時期。
- 德涅斯特河沿岸—繼承自前蘇聯時期。
- —繼承自前蘇聯時期。
- 乌克兰—繼承自前蘇聯時期。
  - 烏克蘭武裝力量
  - 烏克蘭安全局[7]
  - 烏克蘭內務部
  - 烏克蘭邊防局
- —繼承自前蘇聯時期。
- 葉門

### 前使用國
- 顿涅茨克人民共和国
- 卢甘斯克人民共和国
- 苏联：在1980年開始列裝蘇聯軍隊，並作為一些前線及非前線作戰單位的備用武器（例：在戰區的軍官、通信兵、投擲兵；裝甲車輛、直升機和戰機等載具的駕駛員等），也被格魯烏、內政部和克格勃等部門所屬的特種部隊以及一些執法部隊所使用[8]。

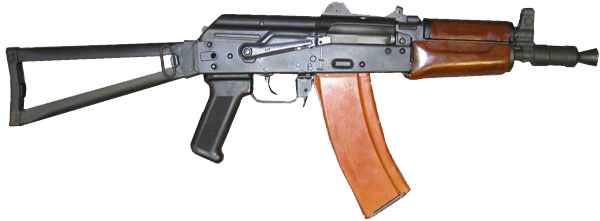
保加利亞版本的AKS-74U

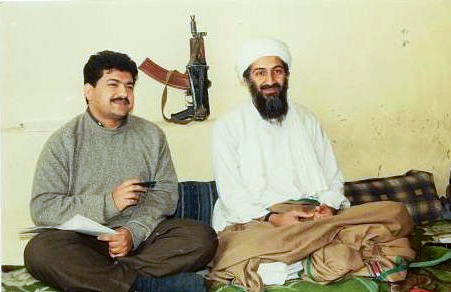
奧薩馬·本·拉登與他的AKS-74U

  - 蘇聯武裝力量
  - 蘇聯內務部
  - 蘇聯國家安全委員會

## 流行文化

### 電影
- 1995年—：詹姆士龐德於蘇聯執行任務時自蘇軍士兵手中搶奪。
- 2001年—：由叛軍領袖所使用。
- 2002年—《反恐戰線》：為俄羅斯警察所持有。
- 2008年—：由一名恐怖份子所使用。
- 2012年—《穿越火线》：為俄軍士兵所持有。
- 2012年—: 由毒販和悍匪所使用。
- 2016年—：由僱傭兵和俄羅斯警察所使用，也多次被亨利所繳獲。
- 2019年—《藍波：最後一滴血》：由販毒份子所使用。
- 2020年—《鋼鐵雨：深潛行動》：由北韓政變派的護衛總局士兵所使用。

### 電子遊戲
- 2001年—：由恐怖份子所使用，但主角亦可以獲得並使用。
- 2002年—《美國陸軍》
- 2005年—《2》
- 2005年—《真實計劃》：由俄軍、民兵、塔利班和非洲抵抗軍所使用。
- 2007年—：命名為“AKM-74/2U”，使用金屬彈匣供彈。武器模組採用鏡像佈局（拉機柄、拋殼口及快慢機都在左邊）。
- 2007年—：命名為「AK-74U」（中國大陸版正確命名為AKS-74U），為恐怖份子專用武器。使用木製護木、黑色手槍握把和橙色彈匣，奇怪地鎖上了保險卻能上膛和開火，而且在開火時槍栓只復進一半。武器模組採用鏡像佈局（右手持槍時拉機柄、拋殼口及快慢機都在左邊）。在遊戲中，此槍與反恐小組的M16A1對等。
- 2007年—及重製版：在戰役模式和聯機模式中登場，命名為「AK-74u」，並歸類為衝鋒槍，配用黑色護木，奇怪地使用AKMS樣式向下摺疊槍托和AKM橙色塑膠彈匣（重製版中修正為橙色AK-74彈匣，在使用部份改裝後也會改變彈匣造型），以及壓削機匣（重製版中修正為衝壓機匣）。在戰役模式中由俄羅斯政府軍、極端民族主義黨武裝份子和阿薩德派系叛軍所使用。在聯機模式於等級28解鎖，並能使用紅點鏡、ACOG光學瞄準鏡及消音器。
- 2008年—：命名為“AKS74u”，裝上消音器，聯機模式中為特技兵解鎖武器。奇怪地使用壓削機匣、30發彈匣內可載60發子彈，以及在空倉重新裝填後玩家角色不會為槍械上膛。
- 2008年—《戰地之王》：型號為AKS-74U，被歸類為衝鋒槍，在商城中只能以戰谷點數購買(現已使用EURO購買)，可以改裝(現以不可)，近距離傷害較高，射速偏高（跟真實的AKS-74U比起來的話，可能是因為戰地之王的設計者當初認為射速設定偏高才比較符合衝鋒槍的性質）。另外，遊戲內整槍大小比真實的AKS-74U小很多。
- 2010年—：命名為“AKS-74u Krinkov”，裝上消音器，聯機模式中為工程兵解鎖武器。奇怪地使用壓削機匣，以及在空倉重新裝填後玩家角色不會為槍械上膛。
- 2010年—：在所有模式中皆有登場，命名為「AK74u」，被歸類為衝鋒槍，使用黑色護木、手槍握把、早期型AK-74的鋼製彈匣且預設移除了槍托，奇怪地射擊後會拋出手槍彈殼，而且時代錯誤地出現在1960年代。在戰役模式中由越南南方民族解放陣線和蘇聯軍隊所使用。在聯機模式於等級17解鎖，並可使用ACOG光學瞄準鏡、紅點鏡、反射式瞄準鏡、握把（實際上是槍托）、延長彈匣（增至45發）、雙彈匣、消音器、榴彈發射器及射速增加。在殭屍模式中有一款稱為「AK74fu2」的改型。
- 2010年—：命名為“AKSU”。
- 2010年—《榮譽勳章》：單人模式中型號為AKMSU（仍命名為“AKS-74U”），普遍地由敵軍所使用。聯機模式時型號為AKS-74U，由塔利班（後改名為“OPFOR”）特戰兵所使用，配備羅馬尼亞式AK步槍具前握把的下護木，奇怪地在空倉重新裝填後玩家角色不會為槍械上膛。
- 2011年—《3》：只在戰役模式及特種作戰模式中登場，命名為「AK-74u」，被歸類為衝鋒槍，使用黑色戰術護木（附有皮卡汀尼導軌）、黑色“威化”彈匣及黑色手槍握把，且裝上了鏡橋並移除了槍托，由俄羅斯極端民族主義黨武裝力量、聯邦警衛局、「同心圈」成員及捷克抵抗軍所使用。
- 2011年—《3》：型號為AKS-74U，使用木製護木、黑色手槍握把和橙色彈匣，奇怪地使用壓削機匣。單人模式中由俄羅斯聯邦武裝部隊總參謀部情報局特務迪米特里·「帝瑪」·馬雅柯夫斯基、美國海軍陸戰隊第1偵察營「盲流1-3」上士亨利·布萊克本和人民解放與抵抗軍（PLR）所使用。聯機模式中被設定為工程兵專用武器。
- 2012年—《II》：只在戰役模式和殭屍模式中登場，命名為「AK74u」，被歸類為衝鋒槍，造型跟前作相近，奇怪地射擊後會拋出手槍彈殼。戰役模式中由蘇聯軍隊、巴拿馬國防軍和梅嫩德斯販毒集團所使用，並於玩家完成“因果”關卡以後解鎖。能夠使用改裝包括：反射式瞄準鏡、抑制器、長槍管、延長彈匣（增至40發）、快速重裝彈匣、槍托以及射速增加。
- 2012年—：型號為AKMSU，命名為「AKS-74U」，單人模式中由黑鳥特遣隊所屬的OGA隊員“老媽”和“牧師”，OGA臥底特工“Argyrus”及所有敵軍所使用。聯機模式當中為俄羅斯阿爾法小組的可用武器，並能夠按用戶需求而作定制改裝。
- 2013年—：命名為“AKSU”。
- 2013年—《3》：命名为“AKS-74u 5.45mm”，為犯罪集團陣營武器。
- 2014年—《叛亂（英语：Insurgency (video game)）》：叛軍專用武器。
- 2015年—《俠盜獵車手V》：於DLC「古惑跳跳車」新增，移除了後拖並命名為「精簡型步槍」。外觀上雖裝有戰術導軌，但在武裝國度中能購買/升級的配件僅有彈匣。[9]
- 2015年—：命名為「AKS-74U」，載彈量30+1發，預設以橙色塑膠彈匣供彈，使用“延長彈匣”後會改用45發黑色戰術風格彈匣，且本身裝有戰術導軌護木，聯機模式中預設配備激光瞄準器，歸類為卡賓槍，能夠由罪犯操作者（Operator）所使用（執法機關解鎖條件為：以任何陣營進行遊戲使用該槍擊殺1250名敵人後購買武器執照），價格為$21,000。 可加裝各種瞄準鏡（反射、眼鏡蛇、全息瞄準鏡（放大1倍）、PKA-S（放大1倍）、Micro T1、SRS 02、Comp M4S、M145（放大3.4倍）、PO（放大3.5倍） 、ACOG（放大4倍）、PSO-1（放大4倍）、IRNV（放大1倍）、FLIR（放大2倍））、附加配件（傾斜式紅點鏡、延長彈匣（增至35+1發） 、電筒、戰術燈、激光瞄準器、穿甲曳光彈）、槍口零件（制退器、補償器、重槍管、抑制器（PBS-4）、消焰器）及握把（垂直握把、粗短握把、直角握把）。單人模式當中則能夠由主角尼古拉斯·門多薩所使用。
- 2015年—《III》：於2017年5月23日更新後實裝，只在聯機模式中登場，命名為「AK74u」，被歸類為衝鋒槍，配用木製護木、黑色手槍握把和金屬彈匣，且移除了槍托。奇怪地射擊後會拋出手槍彈殼。
- 2015年—《戰術小隊》：由民兵及俄羅斯陸軍車輛人員所使用。
- 2016年—《少女前線》：2018年夏季活動【有序紊流】登場的萌擬人化少女戰術人形，名稱為AK-74U，被歸類為衝鋒槍。
- 2016年—《逃離塔科夫》：型號為AKS-74U、AKS-74UB、AKS-74UN，可進行改裝。
- 2018年—《叛亂：沙漠風暴》：型號為AKS-74UN，命名為“AKS-74U”。可由叛軍陣營顧問及破門兵所使用。
- 2018年—《地面部隊》（Ground Branch）：型號為AKS-74UN，命名為“AKS-74U”，另有一種配備澤尼塔改裝部件的衍生型，“AKS-74U Alpha”。
- 2020年—《決勝時刻：黑色行動冷戰》：命名為“AK-74u”，配用木製護木、木製／合成材料手槍握把和橙色塑膠彈匣，歸類為衝鋒槍。在聯機模式中可進行定製改裝，包括改裝至類似AS Val自動步槍的武器。戰役模式中由蘇聯軍隊、古巴軍隊、越南南方民族解放陣線（在越南關卡中時代錯誤地出現於1968年）和中央情報局特別活動部所使用。
- 2021年—《戰地風雲2042》：作為戰地風雲入口的武器登場。
- 2022年—《決勝時刻：現代戰爭II 2022》：型號為AKS-74UN，命名為“Kastov-74u”，配用木製護木、合成材料手槍握把和黑色塑膠彈匣，歸類為突擊步槍。配備槍托空倉重新裝填時玩家角色會使用“伊拉克式換彈”。
- 2023年—《暗區突圍》：命名為“AKS-74U”，可加裝槍口抑制器、瞄具、外紅點。
- 2024年— 《三角洲行动》: 命名为“AKS-74U突击步枪”。
- 2024年—《浩劫殺陣2：車諾比之心》：命名為「AKM-74U」，奇怪地使用AKMS樣式向下摺疊槍托。

### 動畫
- 2006年—：於第一、二季皆有出現，由俄羅斯黑手黨莫斯科酒店的突擊隊員和第一季登場的“額外訂單”僱傭兵所使用。
- 2012年—《軍火女王》：於第一季和第二季皆有出現，由劇中多個武裝勢力所使用。男主角約拿和CIA準軍事行動人員海克思亦曾使用。

### 漫畫
- 《行屍》—由亞伯拉罕·福特中士所使用。

## 外部連結
- （英文）—SovietArmy.com的AKS-74U介紹（页面存档备份，存于）
- （英文）—AK-47.net的AKS-74U介紹（页面存档备份，存于）